# Kîtaihorod, Trosteaneț
Kîtaihorod (în ucraineană Китайгород) este un sat în comuna Savînți din raionul Trosteaneț, regiunea Vinnița, Ucraina.

## Demografie
Componența lingvistică a localității Kîtaihorod
     Ucraineană (96,61%)
     Rusă (3,39%)
Conform recensământului din 2001, majoritatea populației localității Kîtaihorod era vorbitoare de ucraineană (96,61%), existând în minoritate și vorbitori de rusă (3,39%).